# Sinagoga di Oni
La sinagoga di Oni (in georgiano ონის სინაგოგა?) è una sinagoga della cittadina di Oni, in Georgia. Fu costruita nel 1895 in stile eclettico.
È il terzo edificio di culto ebraico più grande del paese caucasico, dopo la grande sinagoga di Tbilisi e la sinagoga di Kutaisi.